# 시리아 사회민족당 레바논 지부
시리아 사회민족당 레바논 지부(영어: Syrian Social Nationalist Party in Lebanon), 약칭 SSNP-L은 비옥한 초승달 지대를 대시리아라는 단일 지역으로 구성하고 레바논을 그 지역에 편입시키려는 시리아 사회민족당의 레바논 계파다. 시리아 사회민족당은 1932년 안툰 사데가 베이루트에서 창립했으며, 창립 당시에는 레바논 정부와 충돌했으나 1958년 레바논 위기 때는 레바논 정부의 편에 섰다. 이후 1961년 레바논 쿠데타에서 시리아 사회민족당 레바논 지부의 당원들이 대거 붙잡히면서 활동에 치명타를 입었다, 그러나 1975년 레바논 내전 발발 당시 시리아 사회민족당은 레바논 좌파정당 연합세력인 레바논 국가운동에 가담해 우파정당 연합인 레바논 전선과 맞서 싸웠다. 1976년에는 애국국가당 전선에 가입했다.
1982년 시리아 사회민족당 레바논 지부의 활동은 과격해졌는데, 이들은 레바논 좌파정당연합인 [[]]]에 참여했고, 당시 레바논 대통령이었던 바시르 에이마일을 암살했으며, 윔피 작전으로 레바논에 주둔하던 이스라엘 병사 2명을 사살했다.
레바논 내전 이후 2005년 세다르 혁명이 발발했을 때, 레바논 내 친시리아 정당들은 3월 8일 동맹을 결성했고, 시리아 사회민족당 레바논 지부도 이 동맹에 가담했다. 2008년 레바논 분쟁 당시 3월 8일 동맹에 가담한 시리아 사회민족당 레바논 지부는 3월 14일 동맹 소속 정당과 싸웠다. 2005년 이래 시리아 사회민족당 레바논 지부는 레바논 의회 선거에 참여했지만 확보한 의석 수는 극히 적었다. 시리아 내전의 레바논 확산 때는 친시리아 무장단체들과 연계해 자유 시리아군 소속 시리아 반군 및 이슬람 급진주의자들과 싸웠다. 2022년부터 레바논의 부총리는 시리아 사회민족당 레바논 지부 소속 사데 알 샤미가 맡고 있다.

## 같이 보기
- 누수르 알자우바
- 레바논 내전